# プリア・コー
プリア・コー（プレア・コー、Preah Ko、クメール語: ប្រាសាទព្រះគោ）（「聖なる牛」、英語: The Sacred Bullの意）は、カンボジアのアンコール遺跡において中心に位置する寺院群の南東およそ15キロメートルにある、今は亡き古代の都ハリハラーラヤ（今日、ロリュオスと呼ばれている地域）に建設された最初の寺院である。寺院は、ジャヤーヴァルマン2世をはじめ王族の祖先に捧げるために、クメール王インドラヴァルマン1世（在位877-889年）のもと、879年に構築され、ヒンドゥー教の神シヴァに関するものが配置された。

## 名称

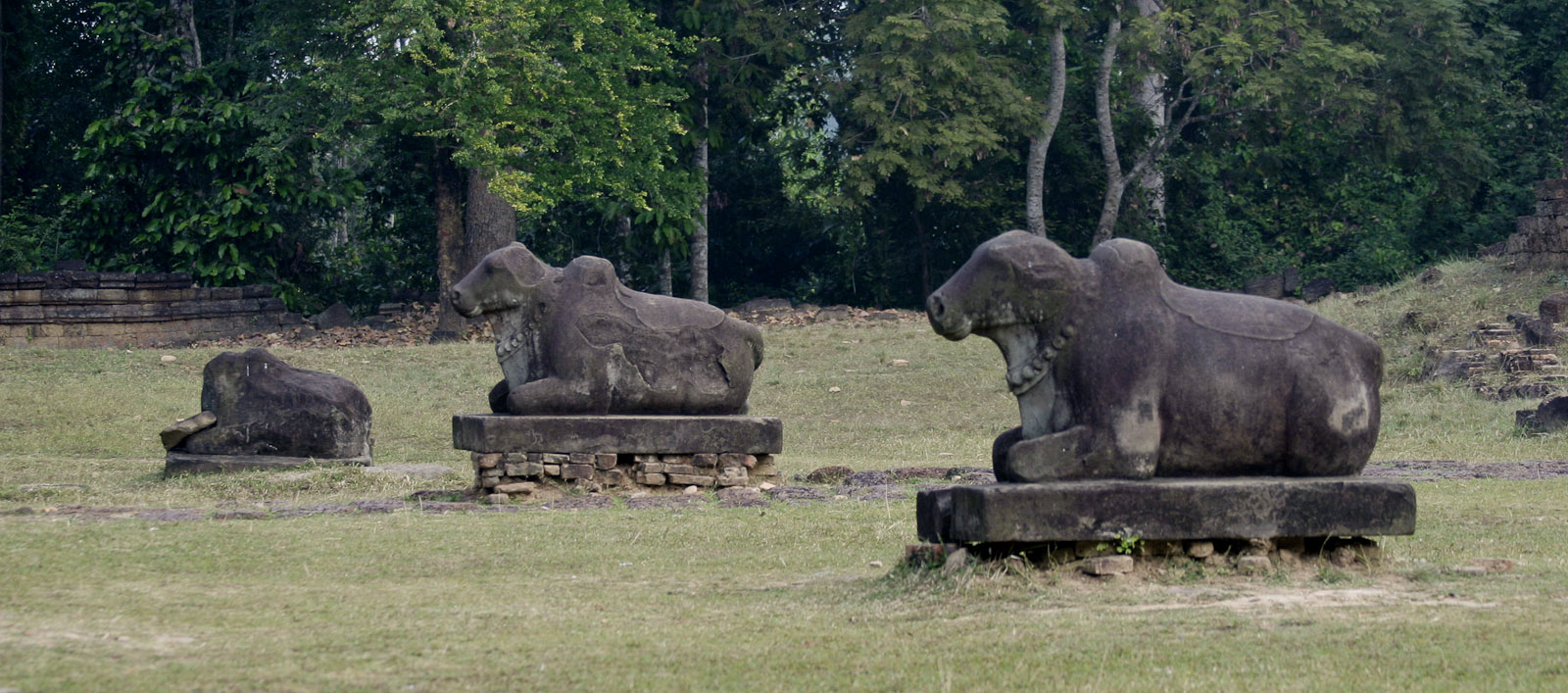
主祠堂群の前に対面して並ぶ3体のナンディン像。

プリア・コー（聖なる牛）は、寺院中央の祠堂群の前方にあって対面する3体の砂岩の彫像より名付けられている。これらの彫像はナンディンという、シヴァの乗り物としての役割を果たす白い雄牛を描写している。

## 歴史

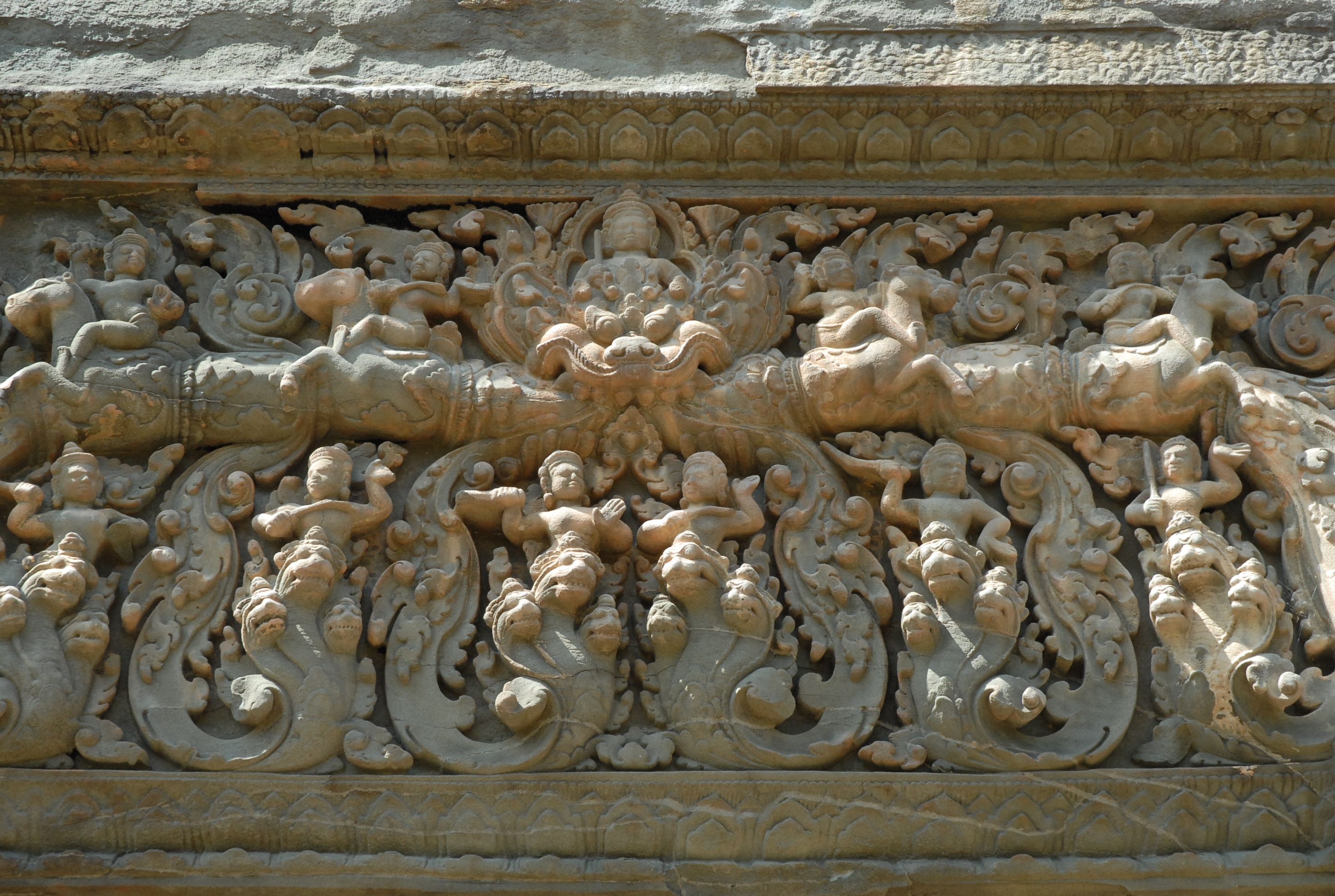
プリア・コーは、その彫刻の美しさと複雑さで知られる。このまぐさには、下から3つの頭のナーガに乗る戦士、騎手、それにカーラ（kala、キールティムカ）に乗った神などが見られる。

クメール王ジャヤーヴァルマン2世（在位802-834）は、西暦802年にクメール王朝をおこした後、最終的にはハリハラーラヤに彼の首都を建てた。インドラヴァルマン1世は、ジャヤーヴァルマン2世に次いで即位した息子ジャヤーヴァルマン3世（在位834-877年）の母である前王妃ダラニンドラドゥヴィーの縁者であり王の補佐役であったとされる。インドラヴァルマン1世が即位すると、まず最初にバライである大貯水池、インドラタターカ（「インドラヴァルマンの池」の意）を築き、次いで879年に、プリア・コーの建立を命じ、その後、881年にはバコンとして知られる山岳型寺院を構築した。この建設計画は、王の平和的統治および拡大する領土から収益を引き出す王の能力により成し得たと考えられる。塔の修復はドイツ政府機関の出資により、アプサラ機構 (APSARA Authority) との共同プロジェクト (German Apsara Conservation Project, GACP) として、1990年代初頭より行なわれた。

## 構成
プリア・コーは、奥行500メートル（東西）、幅400メートル（南北）の環濠に囲まれている。寺域内には、二重となるラテライトの周壁があり、外周壁は97メートル（東西）×94メートル（南北）、内周壁が58メートル（東西）×56メートル（南北）である。
プリア・コーの祠堂は、砂岩の同じ基壇上にあって3基の塔を各二列に配置した合計6基の煉瓦の塔により構成される。塔は東向きで、両側の塔に比べてやや西に窪むように位置する前方の中央祠堂が最も高い。聖所は神格化された3人のインドラヴァルマンの祖先および彼らの妻たちに捧げられている。前方の中央祠堂はクメール王国の創健者ジャヤーヴァルマン2世に捧げられており、ジャヤーヴァルマン2世が死後にシヴァ神と合体したパラメーシュヴァラが祀られ、左（南側）の祠堂には王インドラヴァルマン1世の父プリティヴィンドラヴァルマンを神格化したプリティヴィンドレシュヴァラを、右（北側）の祠堂は祖父（母方）の化身であるルドレシュヴァラが祀られた。その後方の小さい3基の祠堂は、それら3人の男性の妻に捧げられた。その主要なすべての祠堂は、ヒンドゥー教の神シヴァの象徴を備えている。